# Келлер, Дитер
Дитер Рене Келлер (нем. Dieter René Keller; 19 июля 1936) — швейцарский шахматист, международный мастер (1961).
Многократный чемпион Швейцарии (1958, 1960, 1961 и 1963).
В составе национальной сборной участник 3-х Олимпиад (1956—1958 и 1968).

## Изменения рейтинга
| Графики недоступны из-за технических проблем. См. информацию на Фабрикаторе и на mediawiki.org. |